# 조선민국 임시정부
조선민국 임시정부(朝鮮民國臨時政府)는 천도교 세력의 주도로 조선국민대회와 조선자주당연합회 명의로 공표된 임시정부로, 1919년 4월 9일 서울에 배포된 ≪조선민국임시정부조직포고문≫에 나타나 있다. 조선민국 임시정부는 전단 정부로, 실체는 없었으며, 문서상으로만 존재했다.

## 성립
3·1 운동 이후 천도교 간부들이 체포 및 투옥되자 남은 천도교 세력인 박이근, 허익환, 권희목, 이임수 등의 주도로 ≪조선민국임시정부조직포고문≫을 만들어 배포했으며, 이 포고문에 나오는 전단 정부가 조선민국 임시정부이다.
천도교도인 권희목과 허익환은 함께 인쇄물 발행을 기획하여, 4월 7일 밤에 포고문의 원고를 들고 안국동의 박의근의 집으로 향하여 등사기로 밤 동안 약 2천 장을 인쇄하였으며, 정확한 배포 시간은 알 수 없으나 4월 9일 일제고등경찰이 포고문을 발견하였다. 포고문은 조선 각지, 중국 봉천, 상하이에도 배포된 것으로 추정된다.
포고문 전체의 이름은 ≪조선민국임시정부조직포고문≫으로, 여기에는 별책으로서 <조선민국임시정부창립장정>과 <도령부령 제 1호>, <도령부령 제 2호>가 수록되어 있다.

## 정부 형태
당대의 다른 임시정부들처럼 조선민국 임시정부도 민주적 국민 국가, 도령부와 내각의 양원 체제를 지향하고 있다.

## 조직
조선민국 임시정부의 기관은 총 10개의 부(部)로 이루어져 있었으며, 각 부의 장은 경(卿)이라고 불렀다. 각 부의 경은 도령부령 제 1호에 실려 있다.
- 도령부: 손병희
- 내각 총무부: 이승만
- 외무부: 민찬호
- 내무부: 김윤식
- 군무부: 노백린
- 재무부: 이상(李相)
- 학무부: 안창호
- 법무부: 윤익선
- 식산무부: 오세창
- 교통무부: 조용운

또 도령부령 제 2호에서 파리만국국제연맹회의에 민국외교위원 이승만과 민찬호를 파견한다고 정하였다.

## 연호
<조선민국임시정부창립장정>의 부칙에는 조선민국의 연호를 '조선민국'으로 한다고 기제되어 있으며, 문서의 작성 날짜도 '조선민국원년 4월 10일'로 작성되어 있다.

## 같이 보기
- 대한민국 임시정부
- 한성 임시정부
- 상해 임시정부
- 대한국민의회